# Население на Ватикана
Населението на Ватикана е 932 души. Във Ватикана няма „ватиканци“. Ватикан е просто държава, в която папата управлява римококатолическата църква. Повечето хора са италианци, но има много швейцарци, има също така и българи, и много други етнически групи. В някои държави, като България, САЩ и Великобритания, не всички хора са с една и съща религия, но във Ватикана всички хора са католици.